# Appendicula congesta
Appendicula congesta är en orkidéart som beskrevs av Henry Nicholas Ridley. Appendicula congesta ingår i släktet Appendicula och familjen orkidéer. Inga underarter finns listade i Catalogue of Life.